# Morphic
Morphic ist eine grafische Benutzeroberfläche. Sie besteht aus Morphs genannten graphischen Objekten, die vom Benutzer ohne Programmierung manipuliert werden können.
Morphic wurde ursprünglich von John Maloney zusammen mit Randy Smith bei Sun Microsystems als Teil der Programmiersprache Self entwickelt. Die weiteste Verbreitung findet Morphic heutzutage allerdings mit der Open-Source-Smalltalk-Implementierung Squeak.

## Implementierungen
- Self
- Smalltalk:
  - Squeak 
  - Pharo
  - Cuis
- JavaScript:
  - Lively Kernel
  - Snap! (BYOB) - (wird dort als extra hierfür neu implementiertes Framework genutzt)